# Celina Chludzińska Borzęcka
Celina Rozalia Leonarda Chludzińska-Borzęcka (ur. 29 października 1833 w Antowilu, zm. 26 października 1913 w Krakowie) – żona, matka, wdowa, założycielka (wraz z córką) – zmartwychwstanek (Zgromadzenie Sióstr Zmartwychwstania Pana Naszego Jezusa Chrystusa, CR), błogosławiona Kościoła katolickiego.

## Życiorys
Celina Borzęcka urodziła się w majątku ziemskim Antowil koło Orszy na terenie dzisiejszej Białorusi w zamożnej rodzinie ziemiańskiej. Była jednym z trójki dzieci Ignacego Chludzińskiego i Klementyny Rozalii z Kossowów. W domu rodzinnym otrzymała staranne wykształcenie i wychowanie. Jako młoda dziewczyna zapragnęła wstąpić do klasztoru wizytek w Wilnie, ale posłuszna woli rodziców i radzie spowiednika w 1853 r. wyszła za mąż za Józefa Borzęckiego (1820 lub 1821–1874), herbu Półkozic, właściciela majątku Obrębszczyzna koło Grodna.
Było to szczęśliwe małżeństwo. Celina była oddaną żoną i matką. Urodziła czworo dzieci, z których dwoje – Marynia i Kazimierz – zmarło w niemowlęctwie. Przy życiu pozostały dwie córki – Celina i Jadwiga. Ich matka prowadziła pracę charytatywną wśród ludności wiejskiej, a w 1863 r. wspierała powstańców, za co znalazła się nawet w rosyjskim więzieniu w Grodnie wraz z kilkutygodniową Jadwigą.
Sześć lat później Józef Borzęcki dotknięty został paraliżem. Stracił władzę w nogach. Celina wraz z córkami wyjechała z nim na leczenie do Wiednia, które jednak nie przyniosło spodziewanych rezultatów. Józef Borzęcki zmarł w 1874 r. Na kilka tygodni przed śmiercią podyktował starszej córce Celinie testament, w którym zaświadczył o miłości, bohaterstwie, odwadze i roztropności swej żony.
Po śmierci męża Celina wraz z córkami zamieszkała w Rzymie. Tam powróciła do niej myśl o życiu zakonnym. Poznała generała zmartwychwstańców, ks. Piotra Semenenkę. Pod jego wpływem postanowiła wraz z córką Jadwigą założyć żeńską gałąź tego zgromadzenia. Nie było to łatwe – obie musiały znieść wiele przeciwności i upokorzeń zanim ostatecznie 6 stycznia 1891 r. zmartwychwstanki zostały zatwierdzone jako zgromadzenie kontemplacyjno-czynne, którego zadaniem było nauczanie i chrześcijańskie wychowanie dziewcząt.
Nowe zgromadzenie rozwijało się dynamicznie. Za życia założycielki powstały w sumie 22 wspólnoty w Polsce i za granicą. W 1906 r. Celina przeżyła kolejny cios – nieoczekiwanie zmarła jej córka i najbliższa współpracownica – Jadwiga. To w niej widziała swoją następczynię i kontynuatorkę, z pokorą poddała się jednak woli Bożej.
Zmarła w wieku 80 lat. Pochowana została w Kętach, obok Jadwigi.

## Beatyfikacja
Beatyfikowana została w Rzymie 27 października 2007 przez papieża Benedykta XVI w bazylice św. Jana na Lateranie.
Jej wspomnienie liturgiczne w Kościele katolickim obchodzone jest 26 października.
Matka Celina Borzęcka jest patronką:
- Publicznej, niesamorządowej Szkoły Podstawowej w Krakowie, prowadzonej od 1 września 2009 roku przez założone przez rodziców Stowarzyszenie "Szkoła przy Malborskiej"[7]
- Publicznego Przedszkola Sióstr Zmartwychwstanek w Kętach[8]
- Szkoły Podstawowej i Liceum Ogólnokształcącego Zgromadzenia Sióstr Zmartwychwstania Pańskiego w Poznaniu[9]
- Ośrodka Szkolno-Wychowawczego im. Matki Celiny Borzęckiej w Mocarzewie

## Literatura dodatkowa
- Zofja Olszamowska-Skowrońska: Borzęcka z Chludzińskich Celina. W: Polski Słownik Biograficzny. T. 2: Beyzym Jan – Brownsford Marja. Kraków: Polska Akademia Umiejętności – Skład Główny w Księgarniach Gebethnera i Wolffa, 1936, s. 363–364. Reprint: Zakład Narodowy im. Ossolińskich, Kraków, 1989, ISBN 83-04-03291-0.